# Matthew Savoie
Matthew "Matt" Savoie, född 1 januari 2004, är en kanadensisk professionell ishockeyforward som är kontrakterad till Buffalo Sabres i National Hockey League (NHL) och spelar för Rochester Americans i American Hockey League (AHL).
Han har tidigare spelat för Winnipeg Ice i Western Hockey League (WHL) och Dubuque Fighting Saints i United States Hockey League (USHL).
Savoie draftades av Buffalo Sabres i första rundan i 2022 års draft som nionde spelare totalt.

## Statistik
| 2016–2017  | St. Albert Sabres             | AMBHL      | 35  | 34 | 27  | 61  | 72 | 10 | 3  | 3  | 6  | 10 |
| 2017–2018  | Northern Alberta U15 Prep     | CSSHL      | 30  | 28 | 69  | 97  | 22 | 4  | 1  | 5  | 6  | 0  |
|            | Northern Alberta Elite 15s    | CSSHL      | 2   | 2  | 1   | 3   | 0  | —  | —  | —  | —  | —  |
| 2018–2019  | Northern Alberta X-Treme Prep | CSSHL      | 31  | 31 | 40  | 71  | 53 | 5  | 3  | 9  | 12 | 0  |
| 2019–2020  | Rink Hockey Academy Prep      | CSSHL      | 22  | 19 | 33  | 52  | 20 | 2  | 3  | 4  | 7  | 2  |
|            | Winnipeg Ice                  | WHL        | 22  | 0  | 7   | 7   | 12 | —  | —  | —  | —  | —  |
| 2020–2021  | Sherwood Park Crusaders       | AJHL       | 4   | 3  | 3   | 6   | 0  | —  | —  | —  | —  | —  |
|            | Dubuque Fighting Saints       | USHL       | 34  | 21 | 17  | 38  | 8  | 2  | 0  | 0  | 0  | 15 |
| 2021–2022  | Winnipeg Ice                  | WHL        | 65  | 35 | 55  | 90  | 32 | 10 | 6  | 6  | 12 | 2  |
| 2022–2023  | Winnipeg Ice                  | WHL        | 62  | 38 | 57  | 95  | 26 | 19 | 11 | 18 | 29 | 8  |
|            | Rochester Americans           | AHL        | —   | —  | —   | —   | —  | 2  | 0  | 0  | 0  | 0  |
| 2023–2024  | Buffalo Sabres                | NHL        | 1   | 0  | 0   | 0   | 0  | —  | —  | —  | —  | —  |
|            | Rochester Americans           | AHL        | 6   | 2  | 3   | 5   | 6  | —  | —  | —  | —  | —  |
| NHL totalt | NHL totalt                    | NHL totalt | 1   | 0  | 0   | 0   | 0  | —  | —  | —  | —  | —  |
| AHL totalt | AHL totalt                    | AHL totalt | 6   | 2  | 3   | 5   | 6  | 2  | 0  | 0  | 0  | 0  |
| WHL totalt | WHL totalt                    | WHL totalt | 149 | 73 | 119 | 192 | 70 | 29 | 17 | 24 | 41 | 10 |

### Internationellt
| Källa: Uppdaterad: 2023-11-11 | Källa: Uppdaterad: 2023-11-11 | Källa: Uppdaterad: 2023-11-11 |         | Utv = Utvisningsminuter | Utv = Utvisningsminuter | Utv = Utvisningsminuter | Utv = Utvisningsminuter | Utv = Utvisningsminuter |
| År                            | Lag                           | Mästerskap                    | Matcher | Mål                     | Assists                 | Poäng                   | Utv                     |                         |
| ----------------------------- | ----------------------------- | ----------------------------- | ------- | ----------------------- | ----------------------- | ----------------------- | ----------------------- | ----------------------- |
| 2020                          | Kanada                        | Ungdoms-OS                    | 4       | 1                       | 2                       | 3                       | 28                      |                         |
| Junior totalt                 | Junior totalt                 | Junior totalt                 | 4       | 1                       | 2                       | 3                       | 28                      |                         |